# Positiva Radio
Positiva Radio es una estación radial chilena fundada en el año  2003. Cuenta con una red de 14 emisoras a lo largo de Chile, y es una cadena radial de carácter regional ya que no posee frecuencia Santiago y sus   transmisiones  son de forma local  entre las que se encuentran Copiapó, Temuco, y Valdivia entre otras .

## Historia
Radio Positiva nace en el año 2003 con el formato de música tropical , Latino y de emisiones locales, dando un enfoque de ser radio con sentido regional su voz intitucional fue Raul Yañez Alberti hasta mayo del 2018 cuando cambió su enfoque a Artistas de Origen Urbano ,Trap, Dance Parecido a la radio Disney y 40 Principales dejando de lado la Musica Tropical Latino hasta el 2024 cuando cambió nuevamente ampliando su Estilo tocando éxitos de los 60, 70 80 90 y 00,  Rock Latino y actual y volviendo a tocar en su programación Música Tropical. 
Durante el año 2008, la señal de Valparaíso «se convirtió en la última AM en conseguir una concesión» en el país.
El 1 de mayo de 2019, Positiva FM cambia su formato musical orientándose a los artistas de características urbanas, orientándose al público adolescente y preadolescente, siendo igual que Los40 y Radio Disney, dejando de lado la música tropical. Además cambió su eslogan, voz institucional siendo Carla Garcia Baeza y sitio web.
31 de diciembre de 2023, Positiva FM vuelve a cambiar su formato musical ampliando su línea musical quedando con los siguientes estilos: Reguetón, Cumbia, Twist, Pop, Rock & Roll, Disco, Electrónica, Eurodance y Rock Latino; con nueva Voz institucional y nuevas continuidades manteniendo su eslogan "Me gusta!" y manteniendo a su Locutora Institucional del 2018 Carla Garcia Baeza Acompañado de Carlos Sanchez, Locutor de su Radio Hermana Digital FM

## Emisoras hermanas y su sitio web
La red de diarios regionales de El Mercurio también posee otras dos radioemisoras:
- Digital FM: Emisora radial dedicada a llevar noticias, servicios, música y compañía a la comunidad y cultura a varias localidades de Chile. Inició sus transmisiones en 2004.
- Radio Universo: Emisora radial dedicada a los clásicos del pop, rock, anglo desde la época de los años 70 hasta la actualidad. Inició sus transmisiones en 1985.

## Frecuencias anteriores
- 102.7 MHz (Iquique); hoy Radio La Mega, sin relación con El Mercurio Sociedad Anónima Periodística.
- 101.7 MHz (Pica); hoy Radio Paulina, sin relación con El Mercurio Sociedad Anónima Periodística.
- 95.7 MHz (Calama); hoy FM Okey, sin relación con El Mercurio Sociedad Anónima Periodística.
- 94.7 MHz (La Escondida).
- 94.7 MHz (El Salvador).
- 101.3 MHz (Copiapó); hoy Radio Agricultura, sin relación con El Mercurio Sociedad Anónima Periodística.
- 92.9 MHz (La Serena/Coquimbo); hoy Radio Universo.
- 93.1 MHz (Ovalle); hoy Radio Estación FM, sin relación con El Mercurio Sociedad Anónima Periodística.
- 89.7 MHz (Vicuña); hoy Radio San Bartolomé en el 89.9, sin relación con El Mercurio Sociedad Anónima Periodística.
- 92.3 MHz (La Ligua); hoy Radio Somos y 93.9 MHz; hoy FM Okey, ambas sin relación con El Mercurio Sociedad Anónima Periodística.
- 90.5 MHz (La Calera); hoy Beat FM, sin relación con El Mercurio Sociedad Anónima Periodística.
- 92.5 MHz (Quillota); hoy Nexo FM en el 92.7, sin relación con El Mercurio Sociedad Anónima Periodística.
- 88.9 MHz (Viña del Mar/Valparaíso).
- 90.7 MHz (San Felipe/Los Andes); hoy Radio Azúcar, sin relación con El Mercurio Sociedad Anónima Periodística.
- 106.1 MHz (Casablanca); hoy Radio Manos Unidas, sin relación con El Mercurio Sociedad Anónima Periodística.
- 100.5 MHz (Melipilla); hoy Estilo FM en el 100.7, sin relación con El Mercurio Sociedad Anónima Periodística.
- 88.3 MHz (San Antonio); hoy Estilo FM, sin relación con El Mercurio Sociedad Anónima Periodística.
- 94.9 MHz (Buin) no existe .
- 94.7 MHz (San Fernando); hoy Radio Caramelo, sin relación con El Mercurio Sociedad Anónima Periodística.
- 102.3 MHz (Curicó); hoy Radio Nuevo Mundo, sin relación con El Mercurio Sociedad Anónima Periodística.
- 90.9 MHz (Talca); hoy Radio Chilena del Maule y 99.5 MHz; hoy Estilo FM, ambas sin relación con El Mercurio Sociedad Anónima Periodística.
- 90.1 MHz (Bulnes); hoy Radio Interactiva, sin relación con Medios Regionales.
- 90.3 MHz (San Carlos); hoy Radio Morenna, sin relación con Medios Regionales.
- 103.3 MHz (Chillán); hoy Estilo FM, sin relación con El Mercurio Sociedad Anónima Periodística.
- 101.7 MHz (Concepción); hoy Estilo FM, sin relación con El Mercurio Sociedad Anónima Periodística y 105.5 MHz; hoy Digital FM.
- 94.3 MHz (Cabrero); hoy Radio Central, sin relación con El Mercurio Sociedad Anónima Periodística.
- 98.1 MHz (Victoria); hoy Millaray FM, sin relación con El Mercurio Sociedad Anónima Periodística.
- 107.9 MHz (Villarrica/Pucón); disponible sólo para radios comunitarias.
- 91.1 MHz (Osorno); hoy Radio Agricultura y 95.1 MHz; hoy La Sabrosita, ambas sin relación con El Mercurio Sociedad Anónima Periodística.
- 96.9 MHz (Puerto Montt); hoy Radio Agricultura, sin relación con El Mercurio Sociedad Anónima Periodística.
- 102.3 MHz (Puerto Varas); hoy El Conquistador FM, sin relación con El Mercurio Sociedad Anónima Periodística.
- 98.7 MHz (Punta Arenas); hoy Radio Agricultura, sin relación con El Mercurio Sociedad Anónima Periodística.